# 哈勒姆鎮區 (伊利諾伊州溫納貝戈縣)
哈勒姆鎮區（英語：Harlem Township）是位於美國伊利諾伊州溫納貝戈縣的一個行政鎮區。

## 地方資料
根據2010年美國人口普查的數據，哈勒姆鎮區的面積為86.50平方千米，當中陸地面積為84.90平方千米，而水域面積為1.60平方千米。當地共有人口39113人，而人口密度為每平方千米452.17人。